# Damaturu
Damaturu – miasto w północno-wschodniej Nigerii, na północnym krańcu płaskowyżu Biu, stolica stanu Yobe. Około 276 tys. mieszkańców.